# Al-Haqel
Al-Haqel (tiếng Ả Rập: الحقل, còn được gọi là Bujaq) là một ngôi làng ở miền bắc Syria, một phần hành chính của Tỉnh Aleppo, nằm ở phía đông bắc Aleppo và phía nam trung tâm huyện Ayn al-Arab. Nằm dọc theo bờ phía tây của sông Euphrates, các địa phương lân cận bao gồm Sarrin ở phía bắc, Ras al-Ayn Qibli ở phía đông bắc. Theo Cục Thống kê Trung ương Syria (CBS), al-Haqel có dân số 2.054 trong cuộc điều tra dân số năm 2004.